# Elstersteilhänge nördlich Plauen
Elstersteilhänge nördlich Plauen este o arie protejată (arie de protecție specială avifaunistică — SPA) din Germania întinsă pe o suprafață de 674 ha, integral pe uscat.

## Localizare
Centrul sitului Elstersteilhänge nördlich Plauen este situat la coordonatele 50°33′59″N 12°10′06″E / 50.5664°N 12.1683°E.

## Înființare
Situl Elstersteilhänge nördlich Plauen a fost declarat arie de protecție specială avifaunistică în noiembrie 2006 pentru a proteja 24 de specii de animale.

## Biodiversitate
Situată în ecoregiunea continentală, aria protejată nu include niciun habitat protejat.
La baza desemnării sitului se află mai multe specii protejate de  păsări (24): minunița (Aegolius funereus), pescăruș albastru (Alcedo atthis), rață mică (Anas crecca crecca), Anas platyrhynchos platyrhynchos, rață cârâitoare (Anas querquedula), Ardea cinerea cinerea, buha (Bubo bubo), barză neagră (Ciconia nigra), erete de stuf (Circus aeruginosus), cristeiul de câmp (Crex crex), ciocănitoare neagră (Dryocopus martius), șoimul rândunelelor (Falco subbuteo), Fulica atra atra, ciuvică (Glaucidium passerinum), sfrâncioc roșiatic (Lanius collurio), pescăruș râzător (Larus ridibundus), Mergus merganser merganser, gaia neagră (Milvus migrans), gaia roșie (Milvus milvus), viespar (Pernis apivorus), cormoran mare (Phalacrocorax carbo carbo), ciocănitoare verzuie (Picus canus), mărăcinar (Saxicola rubetra), Tachybaptus ruficollis ruficollis.